# Eumasia
Eumasia is een geslacht van vlinders van de familie van de zakjesdragers (Psychidae).

## Soorten
- E. arenatella (Walker, 1864)
- E. brunella Hättenschwiler, 1996
- E. communita Meyrick, 1922
- E. crisostomella (Amsel, 1957)
- E. crypsiphila Meyrick, 1919
- E. cyprianella Weidlich, 2015
- E. exoria Meyrick, 1919
- E. libanotica Zagulajev, 1996
- E. montanella Zagulajev, 1986
- E. parietariella (Heydenreich, 1851)
- E. parvulella (Walker, 1863)
- E. testata (Meyrick, 1911)
- E. ziegleri Hättenschwiler, 1998